# Nam Thanh, Nam Đàn
Nam Thanh là một xã thuộc vùng bán sơn địa, nằm ở phía Bắc huyện Nam Đàn, tỉnh Nghệ An, Việt Nam. 

Điều kiện tự nhiên, vị trí địa lý: Phía Bắc giáp xã Đại Sơn (Nghi Kiều) của huyện Đô Lương và xã Nghi Công Bắc, xã Nghi Công Nam huyện Nghi Lộc. Phía Nam giáp xã Vân Diên của huyện Nam Đàn. Phía Tây giáp xã Nam Nghĩa của huyện Nam Đàn. Phía Đông giáp xã Nam Anh và xã Xuân Hòa của huyện Nam Đàn.

         Tổng diện tích đất tự nhiên toàn xã là 2.234,19 ha. Địa hình có độ chênh cao không đồng đều nhau. Mùa mưa lũ thường bị úng cục bộ các vùng đồng trũng gây khó khăn cho việc sản xuất Nông nghiệp.
Nam Thanh có địa bàn dân cư rộng, kéo dài và chia thành 2 vùng riêng biệt; Xã có 9 xóm(trước sáp nhập là 17 xóm), dân số có 2145 hộ, 9009 nhân khẩu; Đảng bộ có 13 chi bộ và 425 Đảng viên; xã có 1 Quỹ tín dụng nhân dân; 2 HTX DVNN; 1 HTX sản xuất rau an toàn theo tiêu chuẩn VietGap, có 4 đơn vị sự nghiệp gồm 3 trường học(THCS; Tiểu học, trường Mầm non và Trạm y tế xã), có 2 đơn vị lực lượng vũ trang đóng quân trên địa bàn gồm: Tiểu đoàn 3; lữ đoàn 80-QK4 và phân trại 4-trại giam số 6. Ngành nghề sản xuất chủ yếu là Nông nghiệp; Cơ cấu kinh tế:  Nông - lâm - ngư nghiệp: 54,58 %; Công nghiệp - Xây dựng: 20,44 %; Dịch  vụ: 24,99 %.
   Nam Thanh là đơn vị Anh hùng lực lượng vũ trang nhân dân; là cái nôi của phong trào Xô Viết  Nghệ Tĩnh 1930 - 1931 tại huyện Nam Đàn, là địa phương nổi dậy giành chính quyền đầu tiên của tỉnh nhà trong phong trào Xô Viết Nghệ Tĩnh 1930-1945.